# Podagrica fuscicornis
Podagrica fuscicornis är en skalbaggsart som först beskrevs av Carl von Linné 1767.  Podagrica fuscicornis ingår i släktet Podagrica, och familjen bladbaggar. Arten är reproducerande i Sverige.

## Bildgalleri

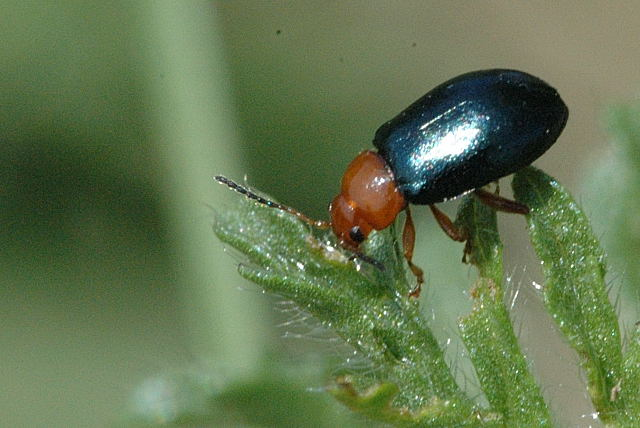
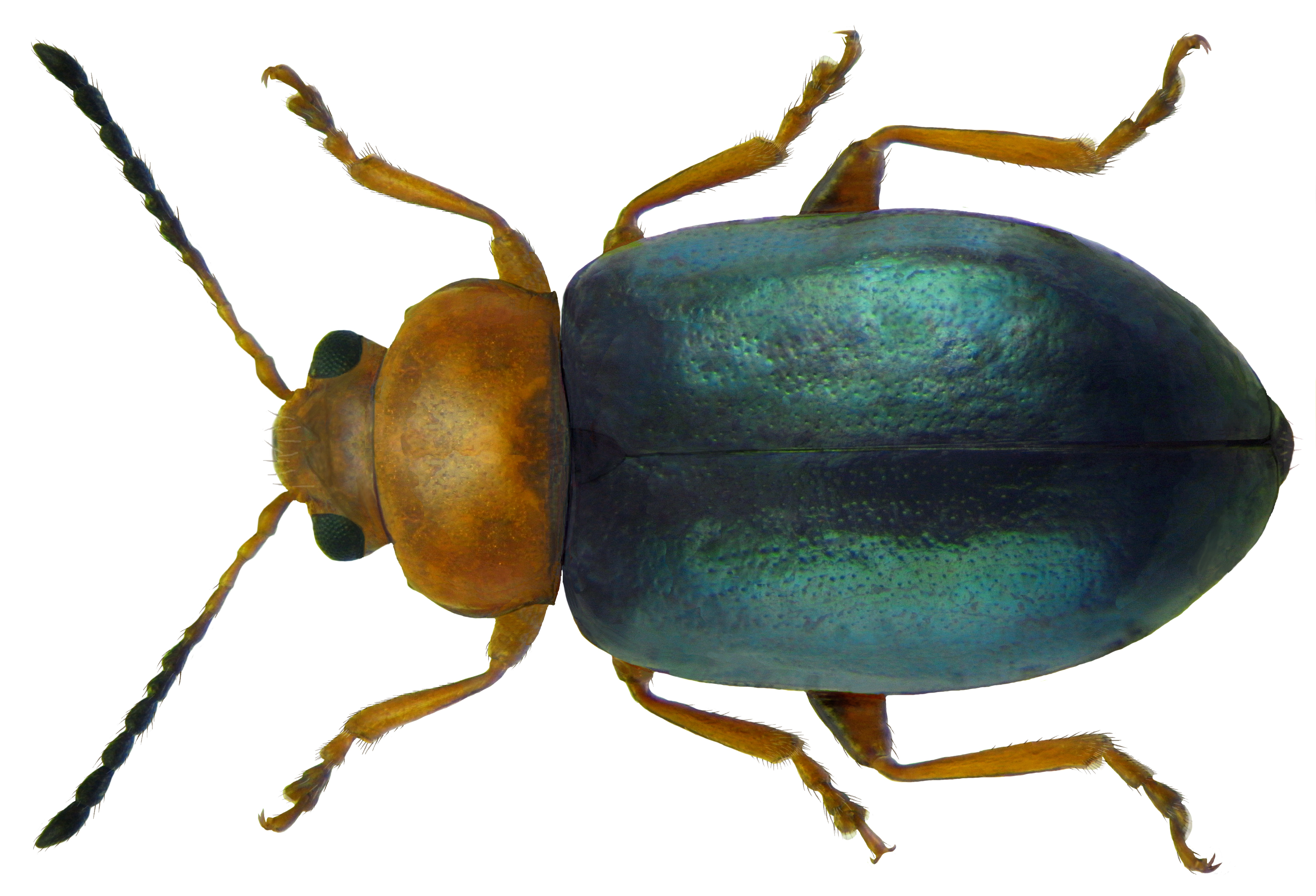
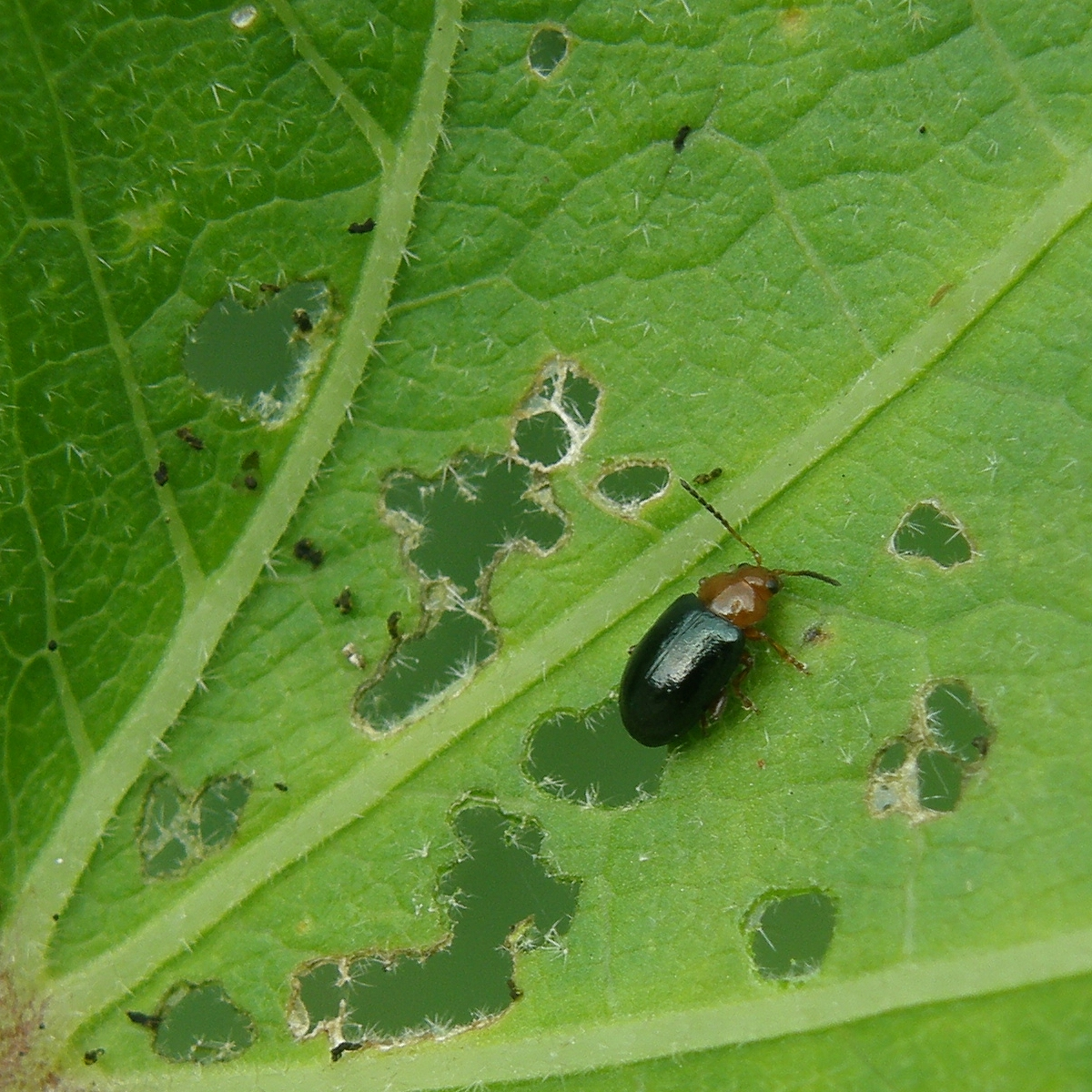
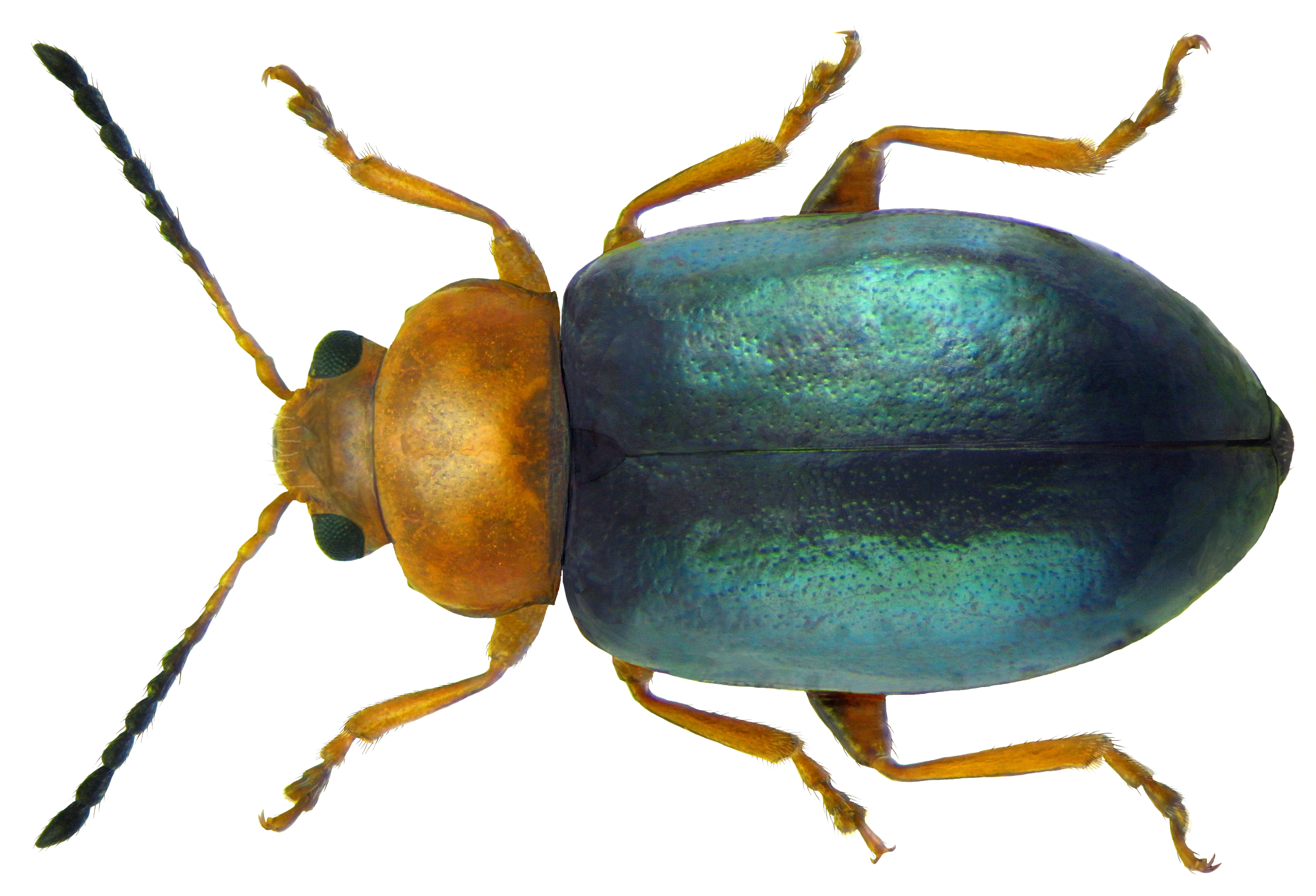
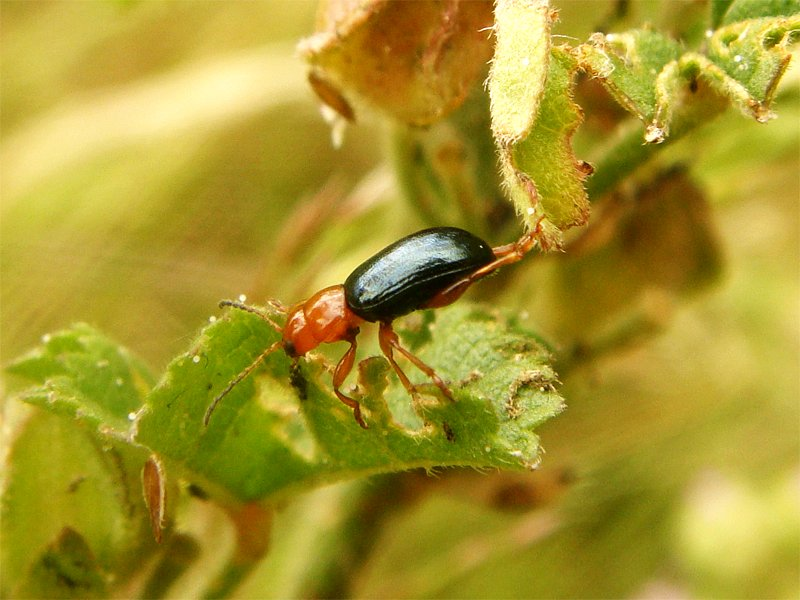